# Sân bay Mongu
Sân bay Mongu (IATA: MNR, ICAO: FLMG) là một sân bay ở Mongu, Zambia.